# أرون ويلبراهام
أرون ويلبراهام (بالإنجليزية: Aaron Wilbraham)‏ (21 أكتوبر 1979 في المملكة المتحدة - ) هو لاعب كرة قدم بريطاني في مركز الهجوم. لعب مع أولدهام أثلتيك وبرادفورد سيتي وستوكبورت كونتي وكريستال بالاس وميلتون كينز دونز ونادي بريستول سيتي ونورويتش سيتي وهال سيتي وMoss FK ‏.

## وصلات خارجية
- أرون ويلبراهام على موقع قاعدة بيانات كرة القدم.إي يو (الإنجليزية)
- أرون ويلبراهام على موقع Soccerbase.com (لاعب) (الإنجليزية)
- أرون ويلبراهام على موقع Soccerway.com (الإنجليزية)
- أرون ويلبراهام على موقع عالم كرة القدم.نت (الإنجليزية)
- أرون ويلبراهام على موقع AS.com (الإسبانية)